# Aldao (Castellanos)
Colonia Aldao es una comuna del departamento Castellanos, provincia de Santa Fe, Argentina, a 162 km de Santa Fe.
Es también conocida como Casablanca, nombre de su antigua estación ferroviaria.

## Población
Cuenta con 1892 habitantes (Indec, 2010), lo que representa un incremento del 16,6% frente a los 1,611 habitantes (Indec, 2001) del censo anterior.
| Gráfica de evolución demográfica de Aldao entre 1991 y 2010 |
|                                                             |
| Fuente: Censos nacionales del INDEC                         |

## Santo Patrono
- San Camilo de Lelis, festividad: 18 de julio

### Creación de la Comuna
- 1 de octubre de 1894

## Toponimia
En homenaje a su fundador.

## Historia
El nombre del pueblo recuerda a su fundador Camilo Aldao, nacido el 18 de julio de 1832 en Santa Fe. La localidad fue fundada el 21 de julio de 1885. El Gobierno provincial aprobó el trazado urbano y creó la Comuna el 1 de octubre de 1894. La estación del ex ferrocarril Belgrano fue habilitada el 1 de diciembre de 1911 y bautizada como Casablanca.

## Localidades y Parajes
- Colonia Aldao
- Parajes
- Estación Casablanca

## Otros datos de interés
- 7.ª Fiesta Provincial del Capeletin

Colonia Aldao - Dpto. Castellanos
Organiza: Escuela Fiscal N°380 "Bartolomé Mitre"
- 22º Encuentro Provincial de Coros

Colonia Aldao - Dpto. Castellanos
Organiza: Comuna de Colonia Aldao
- 1° Fiesta Provincial del Costillar a la Estaca

Colonia Aldao - Dpto. Castellanos
Organiza: Centro Cultural, Deportivo Aldao
- Aquí nació Enrique Triverio, actual jugador de Thestrongest Bolivia 
.

## Parroquias de la Iglesia católica en Aldao
| Diócesis  | Rafaela             |
| --------- | ------------------- |
| Parroquia | San Camilo de Lelis |